# Okroskedi (Mtispiri)
Okroskedi – wieś w Gruzji, w regionie Guria, w gminie Ozurgeti. W 2014 roku liczyła 209 mieszkańców.